# أبو مناع بحري
قرية أبو مناع بحرى هي إحدى القرى التابعة لمركز دشنا في محافظة قنا في جمهورية مصر العربية. حسب إحصاءات سنة 2006، بلغ إجمالي السكان في أبو مناع بحرى 33046 نسمة، منهم 16308 رجل و16738 امرأة.